# Ustawa o izbie lekarskiej (II RP)
Jeżeli edytujesz kod źródłowy, to aby uzyskać taki efekt: teoria, elektronem, Witolda Gombrowicza – twórz linki według składni: [[teoria]], [[elektron]]em, [[Witold Gombrowicz|Witolda Gombrowicza]].

Ustawa o izbach lekarskich (II RP) – samorząd zawodu lekarskiego istniejący w latach 1921–1950, zajmujący się nadzorem nad należytym wykonywaniem zawodu lekarza. Pod względem organizacyjnym izba lekarska zrzeszała i reprezentowała lekarzy.

## Ustawa o izbach z 1921
Na podstawie ustawy z 1921 r. o ustroju i zakresie działania Izb Lekarskich powołano izby lekarskie.
Izby powołano dla:
- samorządnego uporządkowania spraw, dotyczących interesów i bytu stanu lekarskiego, jego zadań i celów przy wykonywaniu obowiązków lekarskich względem społeczeństwa i w stosunkach lekarzy między sobą, jak również strzeżenia jego praw, godności i sumienności,
- współdziałania z urzędami państwowymi i samorządowymi w sprawach zdrowia publicznego na obszarze Państwa Polskiego, ustanawia się samorządne urzędowe przedstawicielstwo stanu lekarskiego - Izby Lekarskie oraz Naczelną Izbę Lekarską.

## Ustawa o izbach z 1934 r.
Na podstawie ustawy z 1934 r. znowelizowano ustawę z 1921 r. o izbach lekarskich.

## Zakres działania izb
Do zakresu działania izb lekarskich należały  następujące sprawy:
- współdziałanie z władzami rządowemu i samorządowymi w sprawach zdrowia publicznego,
- krzewienie i strzeżenie etyki, godności i sumienności zawodowej wśród członków,
- współdziałanie z władzami rządowymi w sprawach wykonywania nadzoru nad praktyką lekarską,
- przedstawicielstwo zawodu lekarskiego i obrona jego interesów,
- piecza nad stanem materialnym członków izby,
- popieranie instytucji naukowych,
- zakładanie, prowadzenie lub popieranie prac i instytucji społecznych,
- sądownictwo dyscyplinarne.

## Regulamin pracy izby
Regulamin pracy izby zawierał następujące przepisy o:
- organizacji i trybie urzędowania organów, instytucji oraz biur izby,
- sposobie prowadzenia ewidencji członków izby,
- sposobie uiszczania składek rocznych oraz innych opłat na rzecz izby,
- sprawach zleconych przez Ministra Opieki Społecznej,
- innych sprawach, przewidzianych ustawą.

## Okręgowe izby lekarskie
Okręgową izbę lekarską tworzyli lekarze wpisani na listę jej członków.
Na listę członków okręgowej izby lekarskiej wpisani byli:
- wszyscy lekarze, mający stałe lub czasowe prawo wykonywania praktyki lekarskiej,
- wszyscy lekarze, którzy mieszkali w okręgu działalności danej izby.

Zarządowi izby przysługuje prawo zwolnienia od powyższego obowiązku lekarzy nie wykonywających praktyki lekarskiej.
Członkowie okręgowych izb lekarskich obowiązani byli przestrzegać zasad etyki, godnie zachowywać się i sumiennie wykonywać swoje obowiązki zawodowe. Członkowie okręgowej izby lekarskiej płacili na  jej potrzeby składki roczne oraz opłaty, uchwalone przez radę izby na rzecz instytucji ubezpieczeniowych, wzajemnej pomocy i innych.

## Ustrój i działalność okręgowych izb
Organami okręgowej izby lekarskiej były:
- rada izby,
- zarząd izby,
- komisja rewizyjna,
- sąd dyscyplinarny.

### Rada izby
Do zakresu działania rady okręgowej izby lekarskiej należało w szczególności:
- uchwalanie budżetu izby oraz ustalanie wysokości składki wpisowej i rocznej na potrzeby izby,
- zatwierdzanie rocznego sprawozdania zarządu i zamknięcia rachunkowego,
- rozporządzanie majątkiem izby oraz decydowanie w sprawach nabywania lub zbywania nieruchomości, ich obciążeń i regulacji hipotecznych,
- uchwalanie i zmiany regulaminu izby oraz regulaminów sądów dyscyplinarnych i statutów instytucji, utworzonych przy izbie,
- uchwalanie wniosków, regulujących warunki pracy i płacy lekarzy,
- wybór członków Naczelnej Izby Lekarskiej,
- sprawy przekazane radzie przez regulamin izby, Naczelną Izbę Lekarską lub przez Ministra Opieki Społecznej.

Rada izby wybierała  spośród siebie:
- zarząd izby w liczbie 6 – 12 członków i 3 – 6 zastępców;
- spośród wszystkich członków izby: komisję rewizyjną izby w liczbie 3 – 5 członków i 2 – 3 zastępców;
- sąd dyscyplinarny izby.

### Zarząd  izby
Zarząd izby lekarskiej był jej organem wykonawczym. Zarząd izby wybierał spośród siebie na 3 lata prezesa, sekretarza i skarbnika.
Zarząd izby decydował we wszystkich sprawach, nie zastrzeżonych radzie izby, składał radzie i Naczelnej Izbie Lekarskiej sprawozdania roczne ze swej działalności oraz załatwiał wszelkie sprawy, przekazane izbie lekarskiej przez władze państwowe, radę lub Naczelną Izbę Lekarską.

### Komisja rewizyjna
Komisja rewizyjna była organem, kontrolującym działalność finansową i gospodarczą izby oraz prowadzonych przez nią instytucji.
W szczególności komisja rewizyjna:
- przeprowadzała kontrolę finansową i gospodarczą organów i instytucji izby,
- opracowywała  sprawozdania ze swej działalności dla użytku Ministra Opieki Społecznej, Naczelnej Izby Lekarskiej i rady okręgowej izby,
- zgłaszała wniosków co do ulepszania gospodarki organów i instytucji izby.

### Sąd dyscyplinarny
Członkowie izby za naruszenie swoich obowiązków  podlegali karze dyscyplinarnej.
Kary dyscyplinarne były następujące:
- upomnienie,
- nagana,
- zawieszenie w prawach członka izby na ściśle określony przeciąg czasu,
- skreślenie z listy członków izby lekarskiej.

Sądy dyscyplinarne okręgowych izb lekarskich orzekały w składzie 3 członków.
Sąd dyscyplinarny Naczelnej Izby Lekarskiej orzekał w składzie 5 członków, w skład którego wchodziło 2 członkowie  spośród wybranych przez walne zebranie Naczelnej Izby Lekarskiej, 2 spośród mianowanych przez Ministra Opieki Społecznej i 1 spośród sędziów, mianowanych przez Ministra Sprawiedliwości – jako przewodniczący.
Sądy dyscyplinarne były w zakresie orzecznictwa niezawisłe

## Naczelna Izba Lekarska
Naczelną Izbę Lekarską tworzyli przedstawiciele okręgowych izb lekarskich.
Naczelna Izba Lekarska, jako przedstawicielka całego zawodu lekarskiego  i władza nadzorcza wszystkich okręgowych izb lekarskich, powołana była do:
- uzgadniania działalności okręgowych izb lekarskich,
- zatwierdzania budżetów okręgowych izb lekarskich,
- rozstrzygania odwołań od postanowień okręgowych izb lekarskich,
- rozstrzygania sporów, powstałych między poszczególnymi okręgowymi izbami lub między izbami a lekarzami,
- opracowania, ramowych regulaminów izb lekarskich i sądów dyscyplinarnych oraz ramowych statutów instytucji powoływanych przez izby,
- ustalania ogólnych zasad etyki lekarskiej,
- wydawania dziennika urzędowego izb lekarskich.

## Nadzór państwowy nad izbami
Nadzór zwierzchni nad działalnością Naczelnej Izby Lekarskiej, poszczególnych okręgowych izb lekarskich oraz ich organów sprawował Minister Opieki Społecznej.

## Zniesienie izby
Na podstawie ustawy z 1950 r. o zniesieniu izb lekarskich i lekarsko-dentystycznych zlikwidowano izby lekarskie